# جيمس باركلي (مؤلف)
جيمس باركلي (بالإنجليزية: James Barclay)‏ (15 مارس 1965 في المملكة المتحدة)؛ كاتب وروائي بريطاني.